# Camí vell de Pessonada a Herba-savina
El Camí vell de Pessonada a Herba-savina és un camí del terme de Conca de Dalt, al Pallars Jussà, a l'antic terme d'Hortoneda de la Conca, a l'àmbit dels pobles de Pessonada i Herba-savina.
Arrenca del Camí de Carreu a la Costa de Perenllong, des d'on puja cap al nord-est fins al Pla dels Cirerers. En aquest tram és transitable en vehicles tot terreny. Del Pla dels Cirerers continua cap a llevant en forma de corriol transitable només a peu, pel nord i pel damunt de la Coma de Planers, després entre la Vinya de la Sala, que queda al nord, i el Clot de Planers, que queda a sota i a migdia. Poc després discorre pel nord de les Clots i poc després arriba al poble d'Herba-savina.